# (8122) Holbein
(8122) Holbein est un astéroïde de la ceinture principale.

## Description
(8122) Holbein est un astéroïde de la ceinture principale. Il fut découvert le 24 septembre 1960 à l'observatoire Palomar par Cornelis Johannes van Houten, Ingrid van Houten-Groeneveld et Tom Gehrels. Il présente une orbite caractérisée par un demi-grand axe de 2,38 UA, une excentricité de 0,16 et une inclinaison de 1,5° par rapport à l'écliptique.
Il fut nommé en l'honneur des peintres allemands Hans Holbein l'Ancien et Hans Holbein le Jeune.

## Compléments